# Taklamakan (racconto)
Taklamakan è un racconto cyberpunk dello scrittore Bruce Sterling pubblicato nel 1998.

## Storia editoriale
Il racconto è stato pubblicato per la prima volta nel 1998 sul numero doppio di ottobre/novembre della rivista Asimov's Science Fiction.
L'opera ha vinto nel 1999 il Premio Hugo per il miglior racconto e il Premio Locus per il miglior racconto lungo nello stesso anno.
Il racconto è l'ultimo di una serie di tre storie ambientate nello stesso milieu, nella prima metà del ventunesimo secolo. È preceduto dai racconti Deep Eddy (1993) e Il riparatore di biciclette (Bicycle Repairman 1996).

## Trama
(Bruce Sterling, Taklamakan)
L'equilibrio politico mondiale si poggia su tre superpotenze ossia il North American Free Trade Agreement (il cosiddetto NAFTA), la Sfera di cooperazione asiatica (la cosiddetta "Sfera") e l'Europa che colgono ogni pretesto per mettersi in difficoltà reciprocamente ed erodere il potere dei concorrenti. Spider Peter e Katrinko si sono infiltrati nel deserto del Taklamakan: stanno aspettando l'arrivo del fantomatico "Tenente colonnello", il responsabile dell'operazione speciale organizzata dalla NAFTA che li dovrebbe portare ad indagare su una misteriosa installazione industriale della Sfera. I due assistono impotenti all'esplosione del velivolo stealth in cui viaggiava il Tenente colonnello che perde la vita. Dopo aver a lungo discusso tra di loro, Spider Peter e Katrinko decidono di proseguire comunque la missione di infiltrazione urbana nel complesso, nel quale si ipotizza siano nascoste delle astronavi. Spider Pete, una leggenda tra gli specialisti del settore, ora cinquantaduenne, è scettico sulla possibilità di portare a termine la missione senza l'aiuto del terzo componente della squadra, ma si lascia convincere dall'entusiasmo della più giovane Katrinko, la quale vede nel buon esito della missione la possibilità di mettersi in luce professionalmente. Grazie ai molti gadget biotecnologici Spider Pete e Katrinko riescono a individuare il gigantesco complesso che risulta all'apparenza abbandonato. Introdottisi all'interno della prima cerchia di mura, trovano i cadaveri di tre uomini che, dopo essere fuggiti dai bunker interni attraverso una breccia, non erano riusciti a scavalcare le alte e lisce mura esterne, morendo di stenti nel freddo del deserto.
Spider Perter e Katrinko con le apparecchiature di cui sono equipaggiati allargano la breccia e si introducono nel bunker. All'interno trovano una quantità incredibile di robot autogeneratisi, frutto di "biotecnologia proteica autonoma e autoassemblante", resa illegale dai "protocolli sulla non proliferazione" sottoscritti a Manila nel 2037. Alcuni di essi hanno compiti di sorveglianza e i due protagonisti si nascondono a loro grazie alle tute mimetiche che li rendono invisibili. Nella ciclopica struttura sono custodite tre finte astronavi che vengono da ispezionate da Spider Peter e da Katrinko. Il risultato della perlustrazione lascia intendere che le strutture siano il risultato di esperimenti sociali operati dalla Sfera segregando all' interno popolazioni non allineate al regime; in ciascuna delle tre finte astronavi gli abitanti sono regrediti culturalmente e socialmente e, in mancanza di contatti con l'esterno o tra di loro, le tre società hanno sviluppato una sottocultura e supertizioni differenti. Katrinko e Spider Peter aiutano gli abitanti di una delle astronavi a evadere dalla struttura ma l'intervento dei robot di guardia rende inutile l'intervento durante la quale Katrinko rimane uccisa. Spider Peter rimane ferito e perde la maggior parte dell'equipaggiamento senza il quale risulta impossibile uscire dalla struttura, nel frattempo riparata dai robot. Senza possibilità di chiamare soccorsi o di raggiungere la salvezza fuori dall'immenso deserto del Taklamakan, Spider Peter rimarrà per sempre in una delle tre finte astronavi.

## Personaggi
Spider PeterGià apparso nel racconto Il riparatore di biciclette, ambientato quindici anni prima, ora Peter ha 52 anni ed è una leggenda tra i patiti dell'infiltrazione urbana. Si guadagna da vivere mettendo le sue doti al servizio di investigatori, industrie e servizi segreti.
KatrinkoHa modificato il suo corpo per potenziare le doti atletiche e ha rinunciato ai caratteri sessuali. Ora è una neutra ma Peter preferisce riferirsi a lei identificandola con il sesso femminile. La sua aspirazione è di diventare una ricercata spia acquistando fama nel settore.

## Edizioni
- (EN) Bruce Sterling, Taklamakan, in Asimov's Science Fiction, vol. 22, n.10, Dell Magazines, ottobre/novembre 1998.
- Bruce Sterling, Taklamakan, in Un futuro all'antica, traduzione di Giorgia Gatta, Solaria n.9, Roma, Fanucci, 2000, ISBN 8834707664.
- (PL) Bruce Sterling, Takla Makan, in Fenix, vol. 11, n. 2, Radwan, 2000.
- (DE) Bruce Sterling, Taklamakan, in Asimov's Science Fiction, n. 54, Heyne Science Fiction & Fantasy, Monaco di Baviera, Heyne, 2000, ISBN 978-3-453-16195-5.
- (FR) Bruce Sterling, Le réparateur de bicyclettes, in Galaxies, n. 18, Galaxies, 2000.
- Bruce Sterling, Taklamakan, in Greg Egan (a cura di), I Premi Hugo 1999-2001, traduzione di Flora Staglianò, Grandi Opere Nord n.34, Milano, Nord, 2002, ISBN 8842912328.
- Bruce Sterling, Taklamakan, in Larry Mc Caffery (a cura di), Un futuro all'antica, traduzione di Giorgia Gatta, Piccola Biblioteca Oscar n.556, Milano, Mondadori, 2007, ISBN 9788804569428.